# Stellingweg
De Stellingweg is een weg in Amsterdam-Noord.

## Ligging en geschiedenis
De straat vormt samen met de Molenaarsweg en het Amsterdamse deel van Zuideinde een soort ringweg rondom de buurt Molenwijk. Ze maakt echter voor 2/3 geen deel uit van de Molenwijk. Al het snelverkeer in Molenwijk wordt naar de Stellingweg/Molenaarsweg afgevoerd.
De straat begint bij het tot de gemeente Amsterdam behorende oostelijke deel van het Zuideinde. Hier gaat de weg vrijwel direct met een bocht naar links en loopt langs het winkelcentrum Molenwiek en een torenflat waarna de weg met een bocht naar rechts gaat. In het verlengde van de bocht ligt de Appelweg. Vervolgens loopt de weg in een boog om de wijk tot de kruising met de Molenaarsweg. Een aantal kleine zijwegen die toegang geven tot het maaiveld hebben ook de naam Stellingweg met daarin onder meer de Rosmolenbrug en Standerdmolenbrug.
De straat is vrij breed behalve het eerste deel tussen het Zuideinde en de Appelweg. Een deel ligt op maaiveldniveau en een deel is halfhoog gelegen zoals de aansluiting met de Molenaarsweg. Aanvankelijk bevonden zich aan de straat zelf geen huisnummers omdat de flatwoningen allemaal het huisnummer van de betreffende flat hebben. Pas sinds 1974 kreeg de Stellingweg wel huisnummers. Alle latere nieuwbouw aan de zuidzijde heeft een adres aan een andere straat.
De straat is bij een raadsbesluit van 24 januari 1968 vernoemd naar een stelling, een door stutten ondersteunde omloop rond een hoge molen. Oorspronkelijk heette de gehele rondweg met de aansluitingen op de Appelweg en het Coentunnelcircuit en Cornelis Douwesweg Stellingweg. In 1976 is om verkeerstechnische redenen bij een raadsbesluit van 12 mei 1976 het westelijke deel hernoemd in Molenaarsweg, naar de exploitant van een molen. De Molenaarsweg komt ook met een bocht naar links ook uit op het Zuideinde. De aansluiting op de Appelweg tot de Oostzanerdijk werd aan de Appelweg toegevoegd.

## Stellingweg 19-343
In tegenstelling tot de flatgebouwen in Molenwijk die samen de molenwieken weergeven staat op dit adres een toren- ook wel corridorflat. Deze flat is niet ontworpen door Klaas Geerts maar door het trio Wouter van der Kuilen, H.T.Vink en W.J. Klein. De flat herbergde bij oplevering 160 woningen verdeeld over een plint met bergingen en 16 woonlagen; ze stamt uit 1974.

## Openbaar vervoer
Sinds 9 december 1968 bevond zich een aanzienlijke busstandplaats op de Stellingweg nabij de flat Petmolen. Deze standplaats, sinds 1988 halte, werd op 11 januari 1988 verplaatst naar de huidige plek bij het winkelcentrum met bus 35 en 36 die over vrijwel de volledige lengte van de straat rijden. EBS bus 103 en 272 rijden over de gehele lengte van de Molenaarsweg.

## Verlengde Stellingweg
Bij de voltooiing van de Ringweg Noord werd de Stellingweg richting noorden verlengd tot die ringweg en verder tot Oostzaan. Die verlenging kreeg op 23 november 1988 de naam Verlengde Stellingweg en werd even later opgenomen in de Walvisbuurt. Het gebied was toen nog landelijk met weilanden en slootjes. Dit veranderde met de komst van de Ringweg-Noord, want de Verlengde Stellingweg werd deel van het Knooppunt Coenplein. De Verlengde Stellingweg maakt deel uit van Stadsroute 118.

## Afbeeldingen

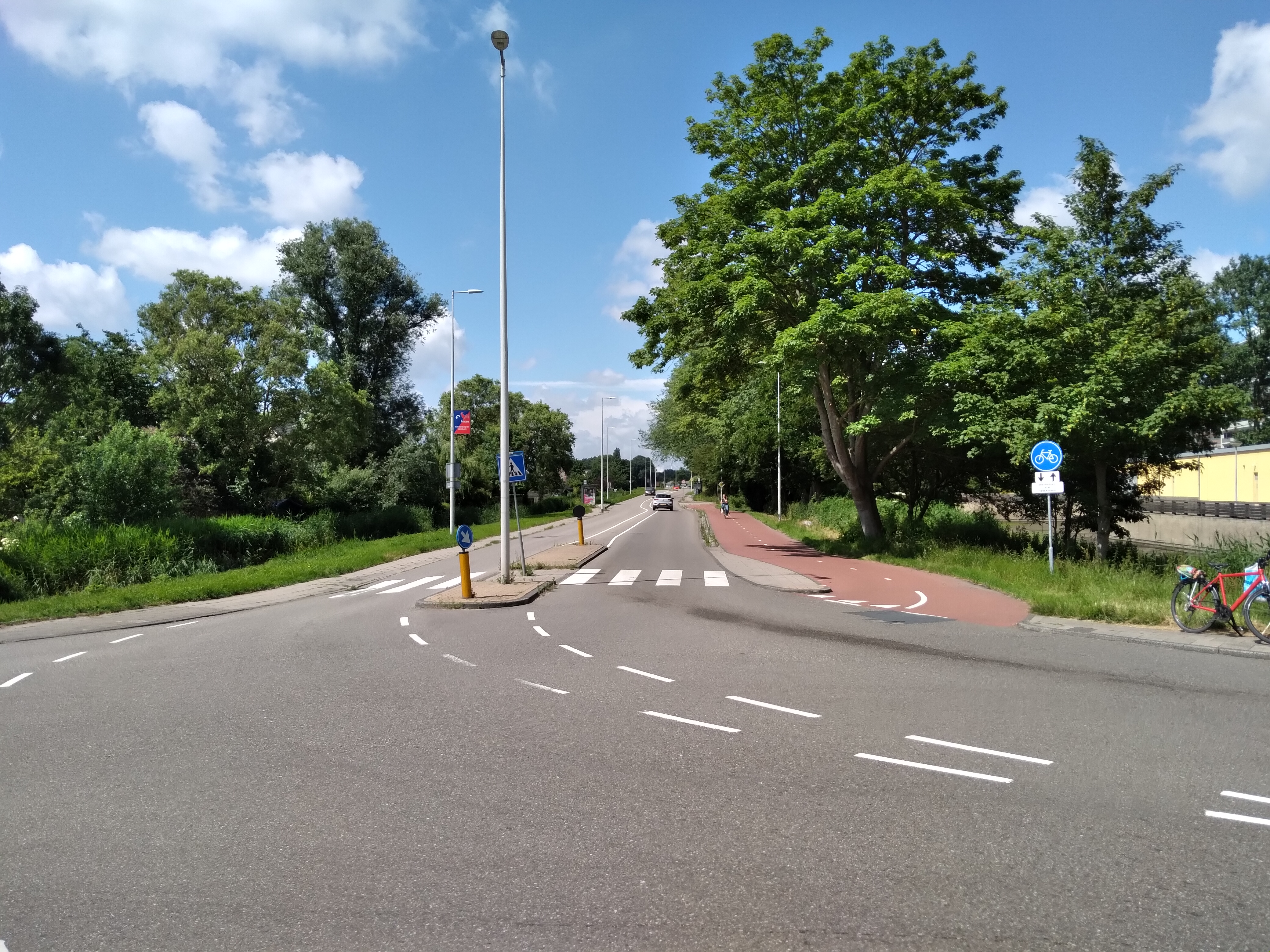
Stellingweg bij het winkelcentrum (juli 2021)
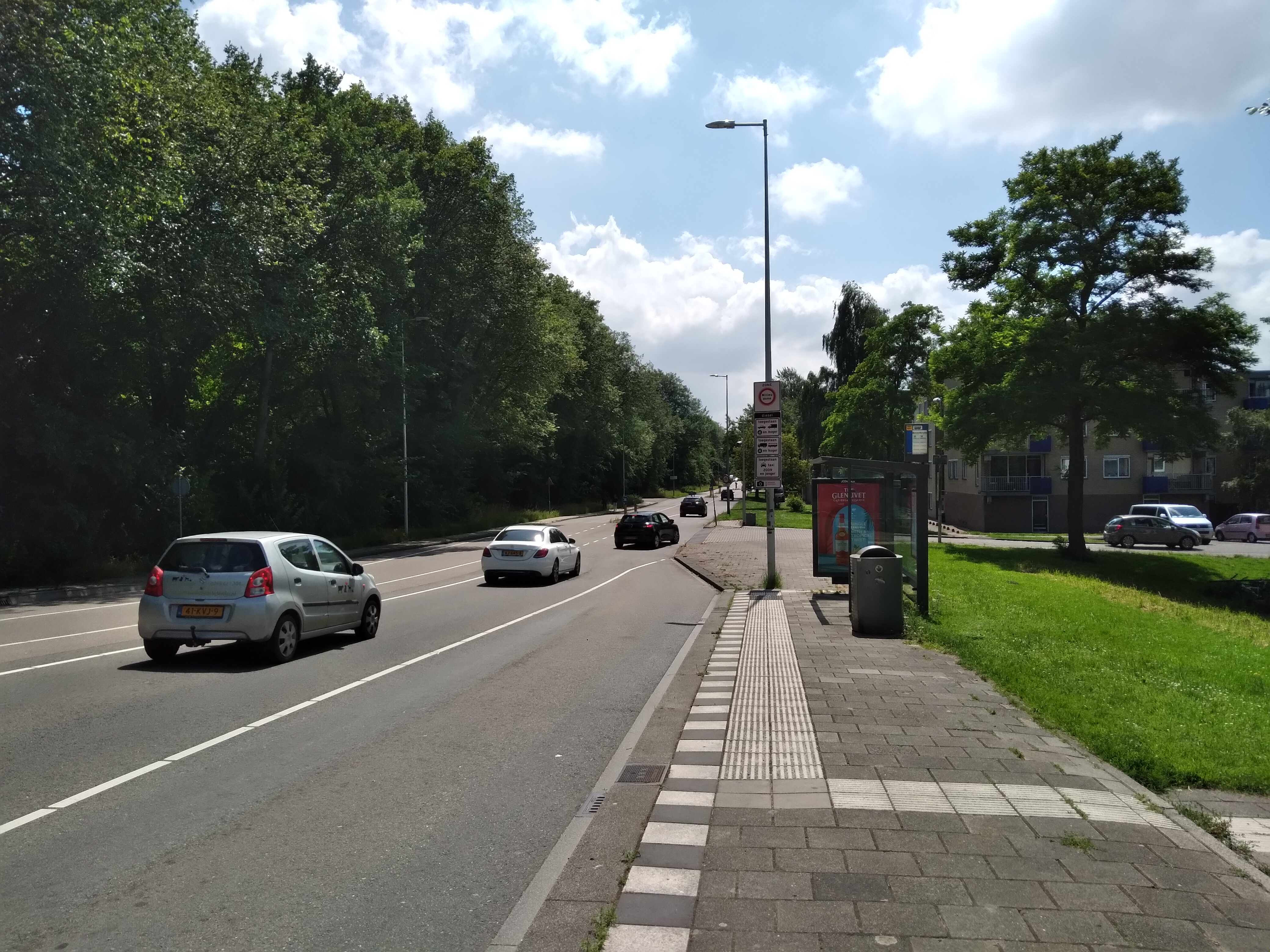
Stellingweg ten westen van Molenwijk (juli 2021)
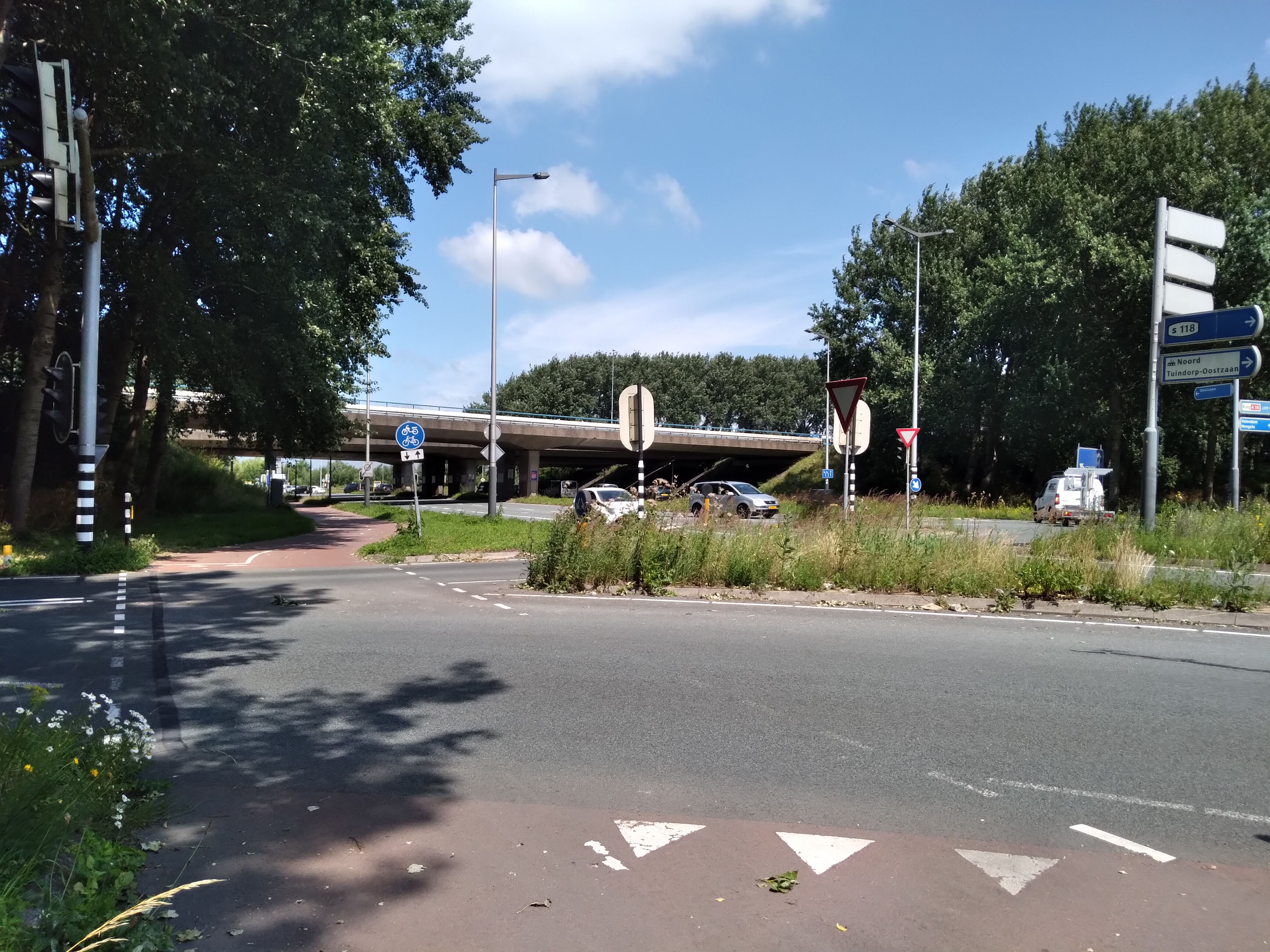
Verlengde Stellingweg met aansluiting Rijksweg 10 (juli 2021)